# NeuroRehabilitation
NeuroRehabilitation è una rivista medica sottoposta a revisione paritaria, che tratta tutti gli aspetti della riabilitazione neurologica. È stata fondata nel 1991 ed è pubblicata dalla IOS Press. Il caporedattore è Nathan D. Zasler (Università della Virginia). La rivista pubblica anche numeri organizzati per temi che si concentrano su specifici disturbi clinici, tipi di terapia e fasce d'età.

## Indicizzazione
Gli abstract e gli articoli sono indicizzati da: MEDLINE/PubMed, EBSCO databases, Scopus e  Science Citation Index Expanded.
Secondo il Journal Citation Reports, nel 2023 la rivista ha ricevuto un fattore di impatto pari a 1,7. Al 2025 l'indice H è stato pari a 78.